# 前田康吉
前田 康吉（まえだ こうきち、1954年8月30日 - ）は、日本の政治家。北海道滝川市長（現職、4期、2011年～）。ブルーシー・アンド・グリーンランド財団会長（現職、2017年～）、北海道議会議員（2期）、滝川市議会議員（1期）などを歴任した。

## 来歴
滝川町（現・滝川市）に生まれる。滝川市立滝川第一小学校、滝川市立江陵中学校、北海道滝川高等学校卒業。
1978年（昭和53年）3月、日本大学農獣医学部農芸化学科卒業。同年4月、札幌市の海老晃農水に就職。1980年（昭和55年）4月、家業の雨竜商会に戻り、主にもやしの生産・販売に励む。

### 選挙歴
1991年（平成3年）4月、滝川市議会議員に就任。
1995年（平成7年）4月、北海道議会議員に就任。1999年（平成11年）、2期目の当選。
2003年（平成15年）4月、3期目を目指し道議選に出馬するも（自由民主党公認）、無所属の大河昭彦に敗れ落選。2007年（平成19年）4月、再び大河に敗れる。

#### 滝川市長選挙
2011年（平成19年）4月24日に行われた滝川市長選挙に無所属で出馬。現職の田村弘を破り初当選した（前田：12,759票、田村：11,246票）。4月27日、市長就任。2015年（平成27年）、無投票で2期目の当選。2019年（平成31年）、無投票で3期目の当選。2023年（令和5年）、無投票で4期目の当選。